# Zespół pałacowo-parkowy w Aruküla
Zespół pałacowo-parkowy w Aruküla (est. Aruküla mõis, niem. Gutshaus Aruküla) – muzeum w dawnej szlacheckiej siedzibie, znajdujące się w estońskiej miejscowości Aruküla (gmina Raasiku).